# Муа
Муа (уолл. Mu’a — первый, идущий впереди) — один из пяти районов Уоллиса и Футуны, расположенный на острове Уоллис в Тихом океане. Это — часть королевства Увеа.
В районе расположен один из крупных археологических объектов Уоллиса — тонганский форт Коло-Нуи в Талитюму.

## География
Мюа находится на юге острова Уоллис и граничит с районом Ааке. Административным центром Мюа является деревня Малаэфоу.
Северная часть района мало заселена и покрыта лесами, а на юге расположено множество поселений. В районе Мюа расположено больше всего деревень на Уоллисе, но в нём не самое большое количество жителей.
На границе с районом Ааке находится озеро Лак-Лалолало. Району Муа принадлежат также острова Фалоа, Нукуатеа, Нукумото, Фенуа-Фоу, Моту-о-Тупа, Илё-Сен-Кристоф, Нукуато и Нукуфетау.
Район разделён на 10 муниципальных деревень, главой каждой из которых является деревенский вождь.
| Деревня  | Население (2018) |
| -------- | ---------------- |
| Аатафо   | 197              |
| Халало   | 471              |
| Ваймалау | 371              |
| Гаи      | 249              |
| Колопопо | 99               |
| Лавигау  | 330              |
| Малаэфоу | 171              |
| Тепа     | 270              |
| Теэси    | 216              |
| Утуфуа   | 602              |